# Константинос Зосимас
Константинос Зосимас, (на гръцки: Κωνσταντίνος Ζωσιμάς) известен като Герозосимас (Γεροζοσιμάς, Старият Зосимас), е зограф от средата на XIХ век, представител на Кулакийската художествена школа.

## Биография
Роден е в голямата солунска паланка Кулакия, тогава в Османската империя, днес Халастра, Гърция. Рисува в Кукушко, където има регистрирани произведения в 1845 и 1841 година. Рисува в „Свети Георги“ Кукуш (Килкис). На икона на Свети Николай пише „ΧẎΡ ΚΩΝΣΤΑΝΤΙΝΟΥ ΖΩΣΙΜᾹ ΕΚ ΚΟΛΑΚΙΑΣ Ι0ΥΝΙΟΣ 1841“ („От ръцете на Константинос Зосимас от Колакия юни 1841“). Зосимас рисува и в „Свети Георги“ в Янешево (Металико) и в „Свети Георги“ в Крецово (Хориги).